# AE Tiradentes
AE Tiradentes is een Braziliaans voetbalclub uit Fortaleza, de hoofdstad van de provincie Ceará.

## Geschiedenis
De club werd opgericht in 1961. In 1968 werd de club kampioen in de tweede klasse van het staatskampioenschap en promoveerde zo naar de hoogste klasse. De club speelt er in de schaduw van de stadsrivalen Fortaleza EC en Ceará SC en kon enkel in 1992 de titel binnen halen. In 2002 degradeerde de club voor het eerst uit de hoogste klasse. In 2005 keerden ze voor één seizoen terug en daarna weer van 2011 tot 2014 en opnieuw in 2016.

## Erelijst
Campeonato Cearense
1992